# Indiens försvarsmakt
Indiens försvarsmakt omfattar runt 1 200 000 man under vapen. Försvarsgrenarna är armén, marinen, flygvapnet, kustbevakningen samt diverse paramilitära styrkor. Indien, som är en kärnvapenmakt, är en av världens största importörer av vapen. Man har köpt vapen och krigsmateriel även från Sverige (se Boforsaffären).
Det har ofta rått beredskapsläge vid någon av Indiens gränser. Landet har efter 1947 utkämpat flera krig mot Pakistan och Kina, samt intervenerat i Sri Lanka. Den indiska styrkan på 60 000 man drogs tillbaka från Sri Lanka 1990.

## Historia
Indien har en lång militärhistoria som sträcker sig så långt bak som till bronsåldern. De moderna väpnade styrkorna kom dock på 1800-talet under tiden som Indien var en brittisk koloni, då landet hette Brittiska Indien. Indien deltog i de båda världskrigen och hade i det andra världskriget en avgörande roll när de stred mot axelmakterna, främst då Japan och även norra Afrika och Italien.
Efter självständigheten deltog landet i de tre krigen mot Pakistan som pågick åren 1947, 1965 och 1971 samt i ett krig mot Kina. År 1999 hade de en väpnad konflikt med Pakistan. Indiens försvarsmakt har också deltagit i många fredsbevarande uppdrag i FN:s namn.

## Försvarsministeriet
Det indiska försvarsministeriet består av fyra departement:
- Försvarsdepartementet
- Departementet för försvarsmateriel
- Departementet för försvarets forskning och utveckling
- Departementet för före detta försvarsanställdas sociala förmåner

## Armén

### Organisation
- Chefen för armén (Chief of Army Staff)
  - Sex operativa kommandon. Varje operativt kommando är geografiskt avgränsat och kan liknas vid en fältarmé eller armégrupp.[3][4]
    - Armékår. Varje operativt kommando har en eller flera armékårer.
    - Militärområde static formation area
      - Försvarsområde sub-area

  - Army Training Command (utbildningsorganisationen).

### Operativa kommandon
| Operativt kommando    | Stab                     | Förband                        | Militärterritoriell organisation                                               |
| --------------------- | ------------------------ | ------------------------------ | ------------------------------------------------------------------------------ |
| Southern Command      | Pune                     | XII Corps XXI Corps            | Maharashtra, Gujarat and Goa Area Andhra, Tamilnadu, Karnataka and Kerala Area |
| Eastern Command       | Fort William, Kolkata    | III Corps IV Corps XXIII Corps |                                                                                |
| Western Command       | Chandimandir, Chandigarh | II Corps IX Corps XI Corps     |                                                                                |
| Central Command       | Lucknow                  |                                |                                                                                |
| Northern Command      | Udhampur                 | XIV Corps XV Corps XVI Corps   |                                                                                |
| South Western Command | Jaipur                   | I Corps X Corps                |                                                                                |

### Styrka
| Indiska arméns styrka |                         |
| Stående styrkor       | 1 369 000 man           |
| Artilleri             | 31 500 pjäser           |
| Stridsvagnar          | 7 580 strv              |
| Arméflyg              | 52 helikopterdivisioner |
| Luftvärnsrobotar      | 90 000 st               |

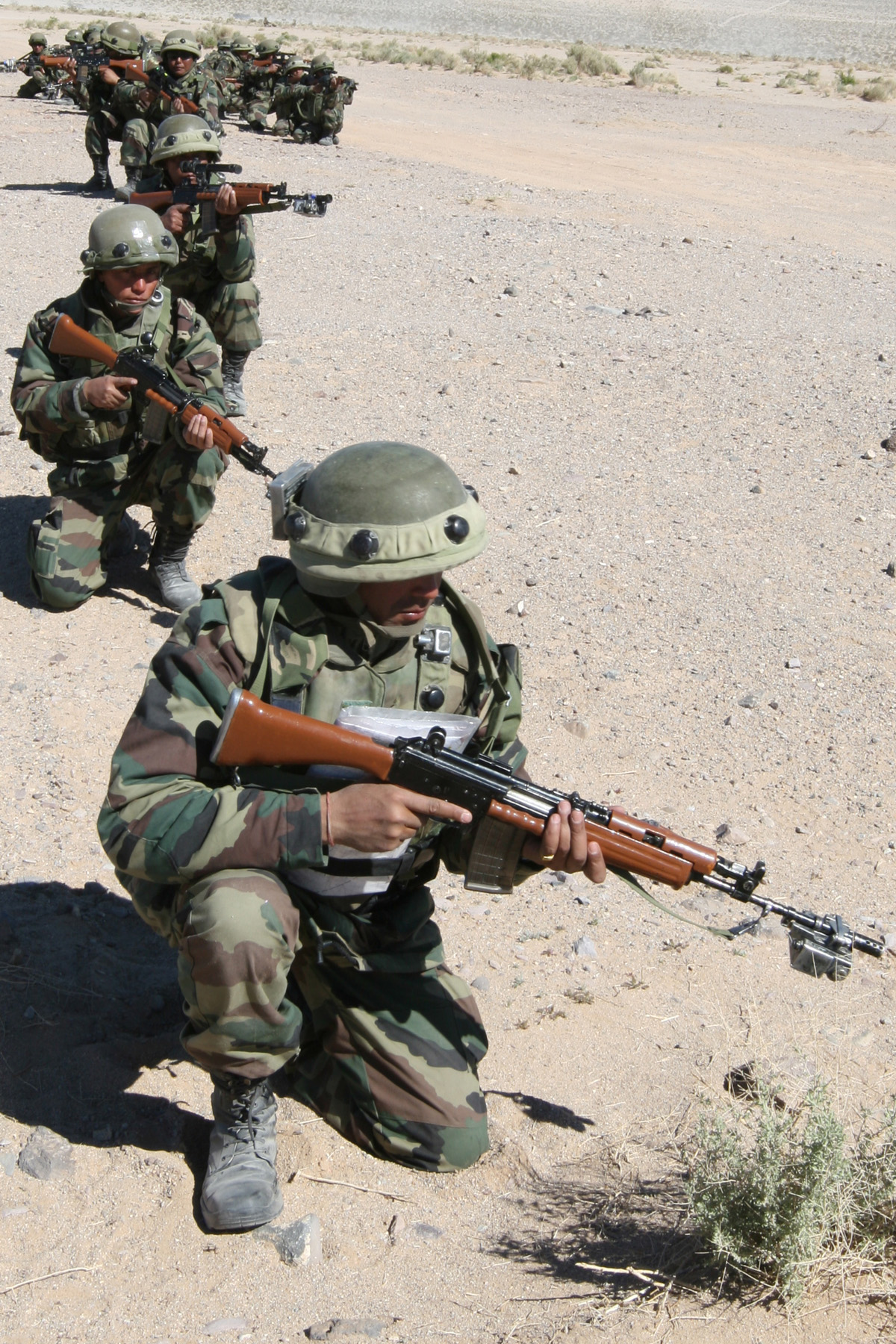
Indiska soldater under övning vid Fort Irwin, Kalifornien, 2008

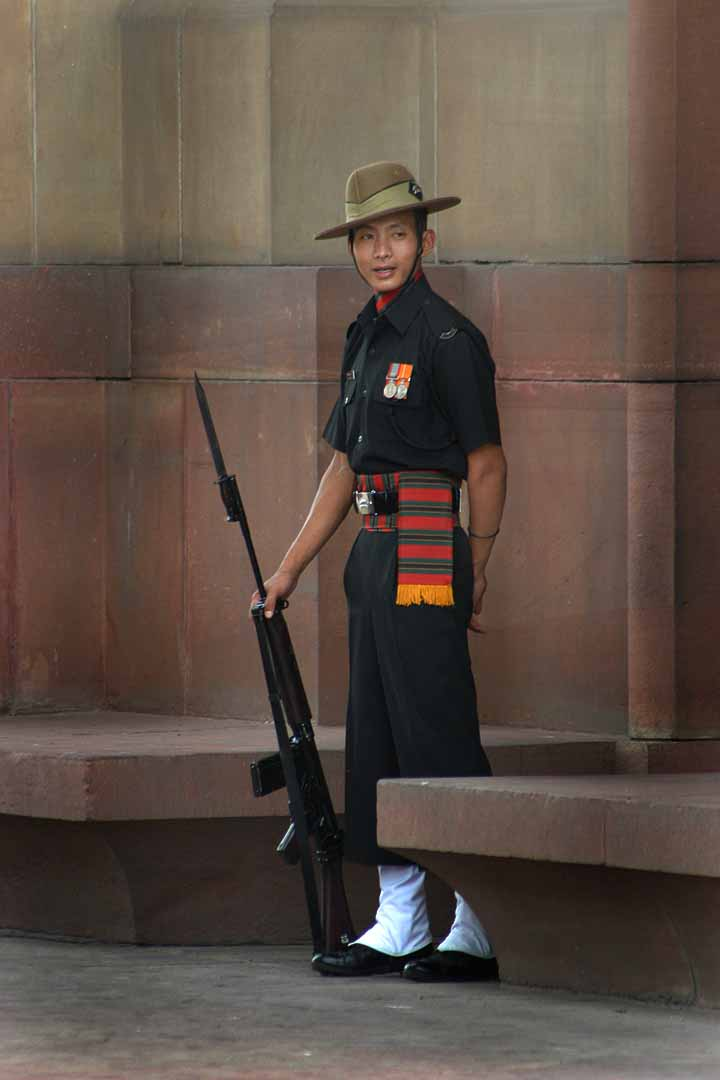
Indisk soldat från Assam Regiment i vaktdräkt

Den indiska armén är världens näst största i personalstyrka räknat efter den kinesiska. Armén i Indien har alltid varit frivillig och värnplikt har aldrig varit aktuellt i landet. Detta gör armén till en så kallad yrkesarmé. Armén har mycket erfarenhet olika slags terräng, då Indien och dess närliggande områden har mycket varierande terräng.
Armén är leds av chefen för armén (Chief of Army Staff (COAS). Denna befattning innehas 2007 av general Joginder Jaswant Singh. 
Armén har varit inblandad i bland annat det Indo-pakistanska kriget 1947, 1965 och 1971; i Operation Polo 1948; Sino-indiska kriget 1962 vid McMahonlinjen; samt Kargilkriget.
Man har också en framstående historia när det gäller att delta i FN:s fredsbevarande aktioner. Bland de aktioner man varit närvarande vid kan nämnas de vid Cypern, Libanon, Kongo-Kinshasa, Angola, Kambodja, Vietnam, Namibia, El Salvador, Liberia, Moçambique och Somalia. Armén bidrog också med enheter för sjukvård under Koreakriget.
Se även: Lista på regementen inom Indiens armé
Se även: Lista på truppslag inom Indiens armé

## Flotta

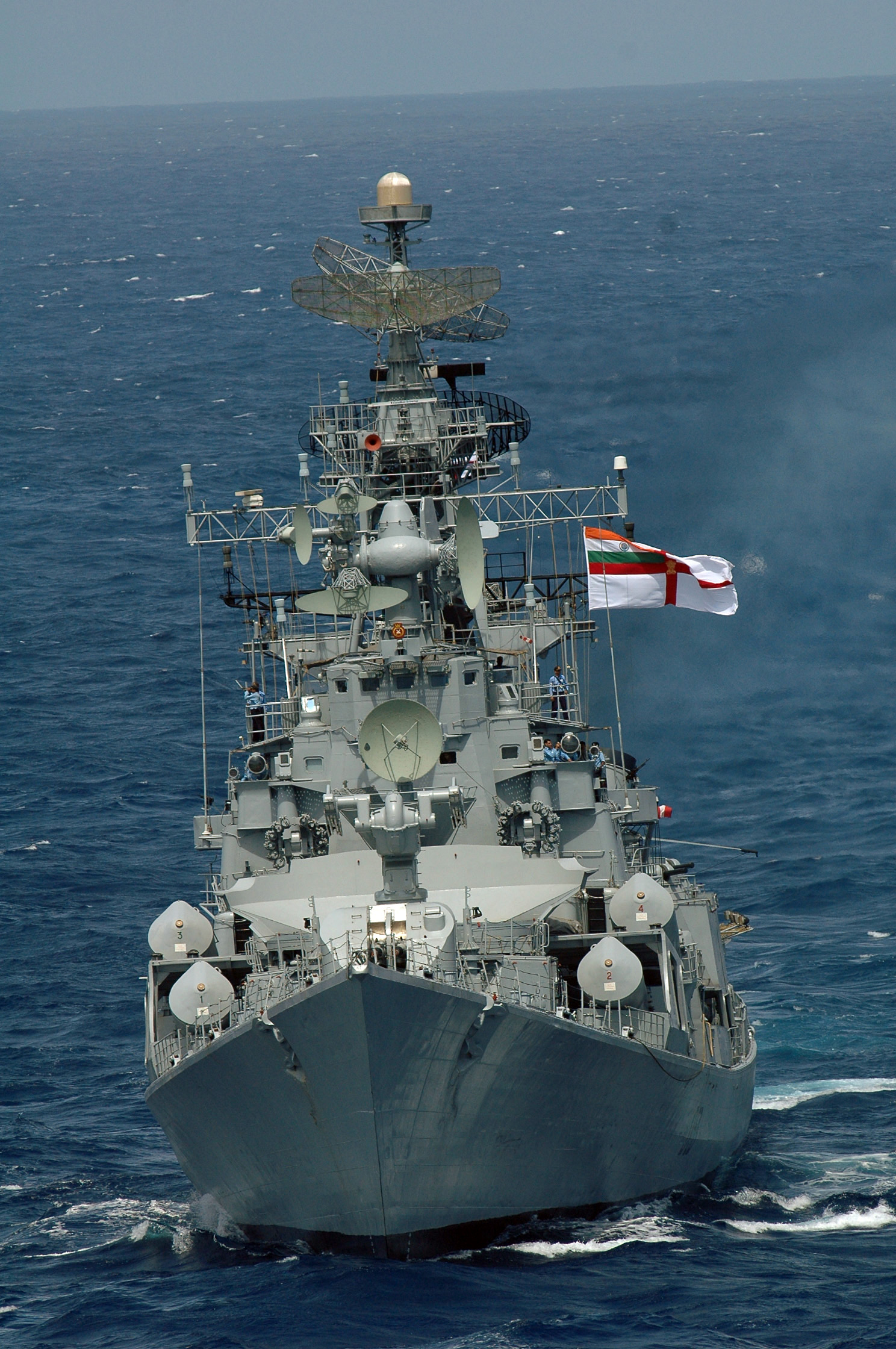
Den indiska jagaren ur Rajput-klassen utanför Malabarkusten 2007

Indiens flotta är världens fjärde största flotta om man räknar efter antalet trupper. 
Av de asiatiska ländernas flottor så har den indiska i praktiken varit ensamma om att förfoga över hangarfartyg i modern tid. Thailändska flottan har visserligen ett hangarfartyg HTMS Chakri Naruebet som togs i tjänst 1997, men redan 1999 var bara ett av fartygets totalt sex stycken AV-8S Matador i flygbart skick, 2006 skrotades planen helt. Den Kinesiska flottan har ett hangarfartyg Liaoning som togs i tjänst i september 2012 men ännu så länge så används fartyget endast för övning och utvärdering, hangarfartyget väntas vara i fullt bruk tidigast 2016. Den indiska flottan köpte sitt första hangarfartyg INS Vikrant från Storbritannien 1961. Vikrant deltog i blockaden av Östpakistan under det Indo-pakistanska kriget 1971 och tog ur tjänst 1997. Det andra indiska hangarfartyget INS Viraat överfördes från Storbritannien 1987 och räknas vara i tjänst till 2020. Den 16 november 2013 togs Indiens tredje hangarfartyg, INS Vikramaditya, i tjänst. Vikramaditya är den tidigare sovjetiska Baku som tillhörde Kiev-klassen, fartyget köptes från Ryssland 2004 och har genomgått stora ombyggnader för att kunna använda Mikoyan MiG-29K. Det första av två hangarfartyg, INS Vikrant ur den inhemska Vikrant-klassen har sjösatts och väntas tas i tjänst 2017. Skeppen i den indiska flottan är både indiska och utländska.
Den indiska flottan försåg närliggande länder med 35 skepp då kusten slogs av en tsunami som orsakades av jordbävningen i Indiska oceanen 2004.

## Flygvapnet
Indien beräknas ha 700 stridsflygplan. Under kalla kriget var Sovjetunionen viktigaste leverantör av materiel till det indiska flygvapnet.

## Kustbevakningen
Indiens kustbevakning bildades 19 augusti 1978 med två fartyg för att säkra Indiens 7 500 km långa kust. Kustbevakningen har idag 52 sjöfartyg och 35 luftfartyg.

## Paramilitära styrkor
De indiska paramilitära styrkorna avsedda som inrikestrupper. De centrala paramilitära styrkorna lyder under centralregeringen; delstaternas paramilitära styrkor - Provincial Armed Constabulary - lyder under delstatsregeringarna. De centrala paramilitära styrkorna sorterar under inrikesministeriet (sex styrkor), försvarsministeriet (fyra styrkor) och järnvägsministeriet (en styrka).

### Centrala paramilitära styrkor under inrikesministeriet
- The Assam Rifles - Assamfältjägarna
- The Border Security Force (BSF)  - Gränssäkerhetstrupperna
- The Central Reserve Police Force (CRPF) - Centrala reservpolisen
- The Central Industrial Security Force (CISF) - Centrala industrisäkerhetsstyrkan
- The Indo-Tibetan Border Police (ITBP) - Indo-tibetanska gränspolisen
- The National Security Guard (NSG) - Nationella skyddsstyrkan

### Centrala paramilitära styrkor under försvarsministeriet
- The Coast Guard Organisation - Kustbevakningen
- The Rashtriya Rifles - Rashtriyafältjägarna
- The Defence Security Force - Försvarets säkerhetsstyrka
- The Special Frontier Force - Särskilda gränsstyrkan

### Central paramilitär styrka under järnvägsministeriet
- The Railway Protection Force - Järnvägsskyddsstyrkan

## Strategisk kärnvapenkommando

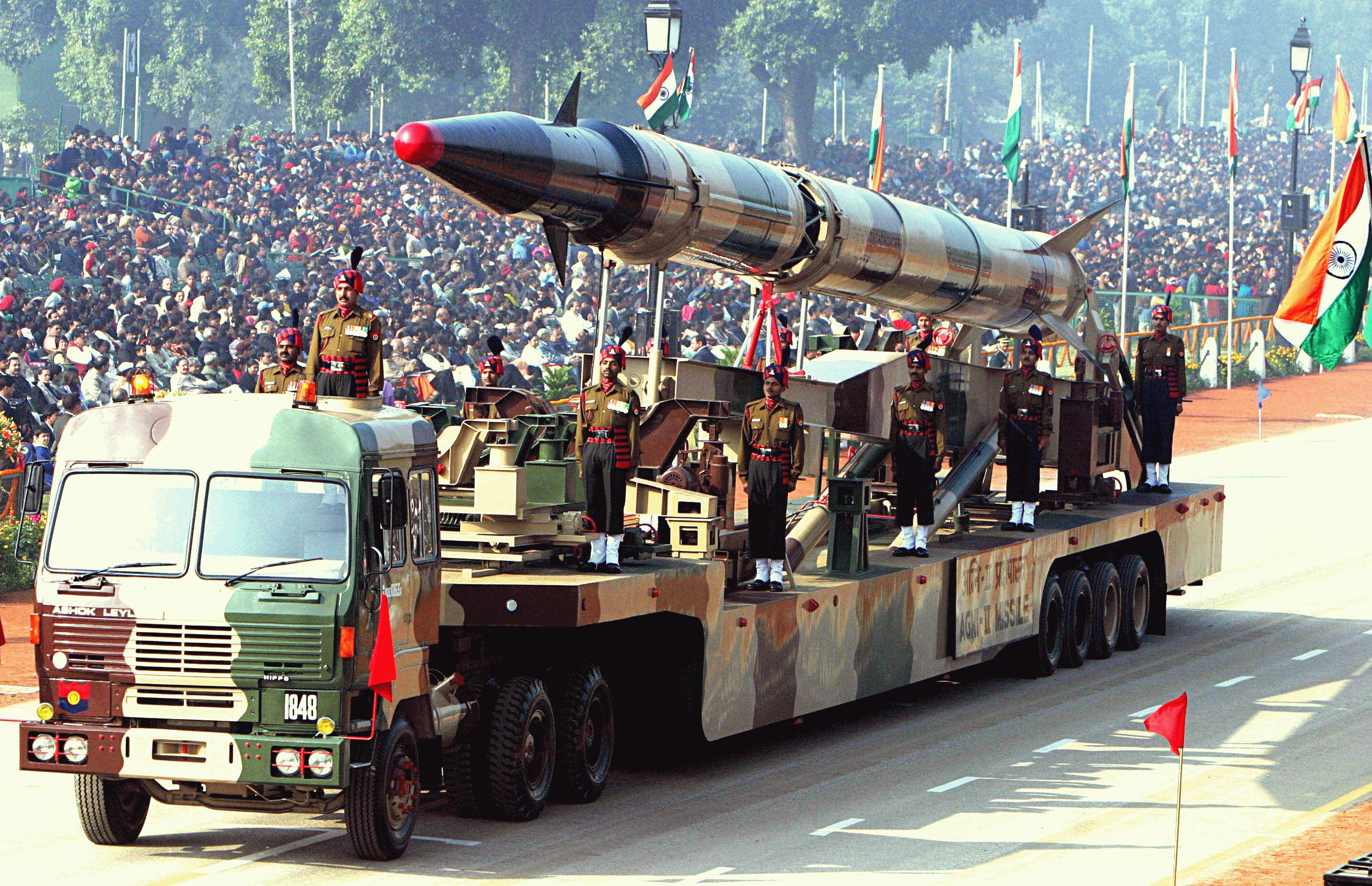
En kärnvapenbärande medeldistansrobot av typen Agni-II i robotserien Agni under en militärparad på Republikens dag

Indiens strategiska kärnvapenkommando bildades den 6 januari 2003. Kommandot har ansvar för den indiska försvarsmaktens strategiska och taktiska kärnvapen. Indien uppskattades år 2012 förfoga över 80 till 100 stycken kärnvapenstridsspetsar som bärs av robotar eller som frifallande bomber. Indiens kärnvapendoktrin baseras på principen av minsta möjliga trovärdiga avskräckande effekt och icke-första-tillslag (no-ﬁrst-use) med kärnvapen.